# Gösta Mittag-Leffler
Magnus Gustaf (Gösta) Mittag-Leffler (16 de marzo de 1846–7 de julio de 1927) fue un matemático sueco.
Mittag-Leffler nació en Estocolmo, hijo del director de escuela John Olof Leffler y de Gustava Wilhelmina Mittag, cuyo apellido con el tiempo añadiría al paterno. Su hermana fue la escritora Anne Charlotte Leffler. Se matriculó en la Universidad de Upsala en 1865, completando su doctorado en 1872 y siendo docente en la universidad ese mismo año. Fue también director de la Stockholm Nation entre 1872 y 1873. Posteriormente, viajó a la París, Göttingen y Berlín antes de lograr una cátedra de matemáticas en la Universidad de Helsinki que ocupó de 1877 a 1881. Luego fue el primer profesor de matemáticas de la Universidad de Estocolmo, de la que fue rector entre 1891 y 1892. Se retiró de su cátedra en 1911. Mittag-Leffler tuvo también éxito en los negocios como empresario, pero el colapso económico de Europa acabó con su fortuna en 1922.
Fue miembro de la Real Academia de las Ciencias de Suecia desde 1883, de la Sociedad Finlandesa de las Ciencias y las Letras desde 1878, de la Real Sociedad Sueca de las Ciencias en Upsala, de la Real Sociedad Geográfica Sueca en Lund desde 1906 y de aproximadamente 30 sociedades extranjeras de las que destacan la Royal Society de Londres (1896) y la Academia de las Ciencias Francesa de París. Recibió doctorados honorarios de la Universidad de Oxford y de otras universidades.
Mittag-Leffler fundó el diario matemático Acta Mathematica (1882), parcialmente sufragado por la fortuna de su esposa Signe Lindfors, una mujer de acaudalada familia finlandesa, además de reunir una biblioteca de textos matemáticos en su villa en Djursholm, a las afueras de Estocolmo. La casa y su contenido fue donada a la Academia de las Ciencias y renombrado como Instituto Mittag-Leffler.
Una leyenda urbana dice que Alfred Nobel decidió no establecer un Premio Nobel de Matemáticas por una supuesta rivalidad personal o incluso sentimental con Mittag-Leffler, pero no hay base histórica alguna.

## Legado Matemático
- Función de Mittag-Leffler
- Teorema de Mittag-Leffler
- Estrella de Mittag-Leffler